# Applaus (film)
Applaus er en dansk dramafilm fra 2009, instrueret af Martin Zandvliet og skrevet af Zandvliet og Anders Frithiof August.
Paprika Steen, som har hovedrollen, er gift med filmens producer Mikael Rieks, og deres søn Otto Leonardo Steen Rieks medvirker også i filmen.
Filmen blev udtaget til Karlovy Vary International Film Festival i Tjekkiet.

## Handling
Da den fyrreårige skuespiller Thea Barfoed bliver færdig med sin afvænning, står hun overfor et svært valg. Hun drak, hun blev skilt og mistede forældremyndigheden over sine børn. Nu vil hun have, at de skal være en del af hendes liv igen. Hendes eks-mand Christian bliver hurtigt blød og er nem at manipulere når hun bruger sin charme. Hun skal bevise over for sig selv og sin eks-mand, at hun er et forsøg mere værd, men det hårde liv på scenen og fortidens spøgelser banker på hendes dør.

## Medvirkende
- Thea Barfoed – Paprika Steen
- Christian Barfoed – Michael Falch
- William Barfoed – Otto Leonardo Steen Rieks
- Matthias Barfoed – Noel Koch-Søfeldt

## Ekstern henvisning
- Applaus på Internet Movie Database (engelsk)
- Applaus på Filmdatabasen
- Applaus på danskefilm.dk
- Applaus på danskfilmogtv.dk
- Applaus på Scope
- Applaus på AlloCiné (fransk)
- Applaus på MovieMeter (nederlandsk)
- Applaus på AllMovie (engelsk)
- Applaus på Turner Classic Movies (engelsk)
- Applaus på The Movie Database (engelsk)